# عبد الرحيم العكور
عبدالرحيم محمد مهاوش العكور (26 نوفيمبر 1939- ) واعظ وسياسي ووزير أردني سابق، من محافظة اربد، شغل عدة مناصب وزارية وشغل عضوية منصب نائب في مجلس النواب وعضو في مجلس الأعيان 

## مؤهلاته العلمية
- بكالوريوس شريعة من جامعة دمشق في سوريا

## حياته العملية
- واعظ في الطفيلة 1967.[1]
- مدير أوقاف المفرق 1968
- مدرس تربية إسلامية 1970-1971
- مدير وعظ وإرشاد 1975-1978
- مدير اوقاف اربد 1980-1985
- مدير أملاك / مركز الوزارة
- محاضر غير متفرغ في جامعة اليرموك 1987-1988

## مجلس الأعيان والنواب
- عضو مجلس الأعيان التاسع عشر 2001_2003.[1]
- عضو مجلس الأعيان العشرون 2003_2005
- عضو مجلس الاعيان الحادي والعشرين2005_2007
- عضو مجلس النواب 1989-1993
- عضو مجلس النواب 1993-1997

## الوزارات
- 2000: وزير للشؤون البلدية والقروية والبيئة.[1]
- 2001: وزير دولة
- 2007: ويز دولة للشؤون البرلمانية
- 2011: وزير الأوقاف والشؤون والمقدسات الإسلامية